# Lista de prefeitos de Grão-Pará (Santa Catarina)
Esta é a lista de intendentes distritais e prefeitos do município de Grão-Pará, no estado brasileiro de Santa Catarina.